# U.S. Highway 4
Der U.S. Highway 4 (kurz US 4) ist ein United States Highway im Nordosten der Vereinigten Staaten. Der Highway beginnt an den U.S. Highways 9 und 20 südlich von Albany im Bundesstaat New York und endet nach 402 Kilometern in Portsmouth im Bundesstaat New Hampshire an der Interstate 95, dem U.S. Highway 1 und der New Hampshire State Route 16.

## Verlauf

### New York
Der US 4 verläuft in New York ab der Kreuzung mit den U.S. Highways 9 und 20 in nördlicher Richtung parallel zum Hudson River und trifft kurz darauf auf die Interstate 90, die in diesem Abschnitt die Bezeichnung Rensselaer County Veterans Memorial Highway trägt. Der Highway erreicht mit Troy die erste größere Stadt und führt in ihr durch die historische Northern River Street mit Gebäuden aus dem Jahr 1840. Im Norden von Troy überquert die Straße der Hudson River und nutzt bis auf kurze Abschnitte gemeinsam mit der New York State Route 32 die gleiche Trasse. 

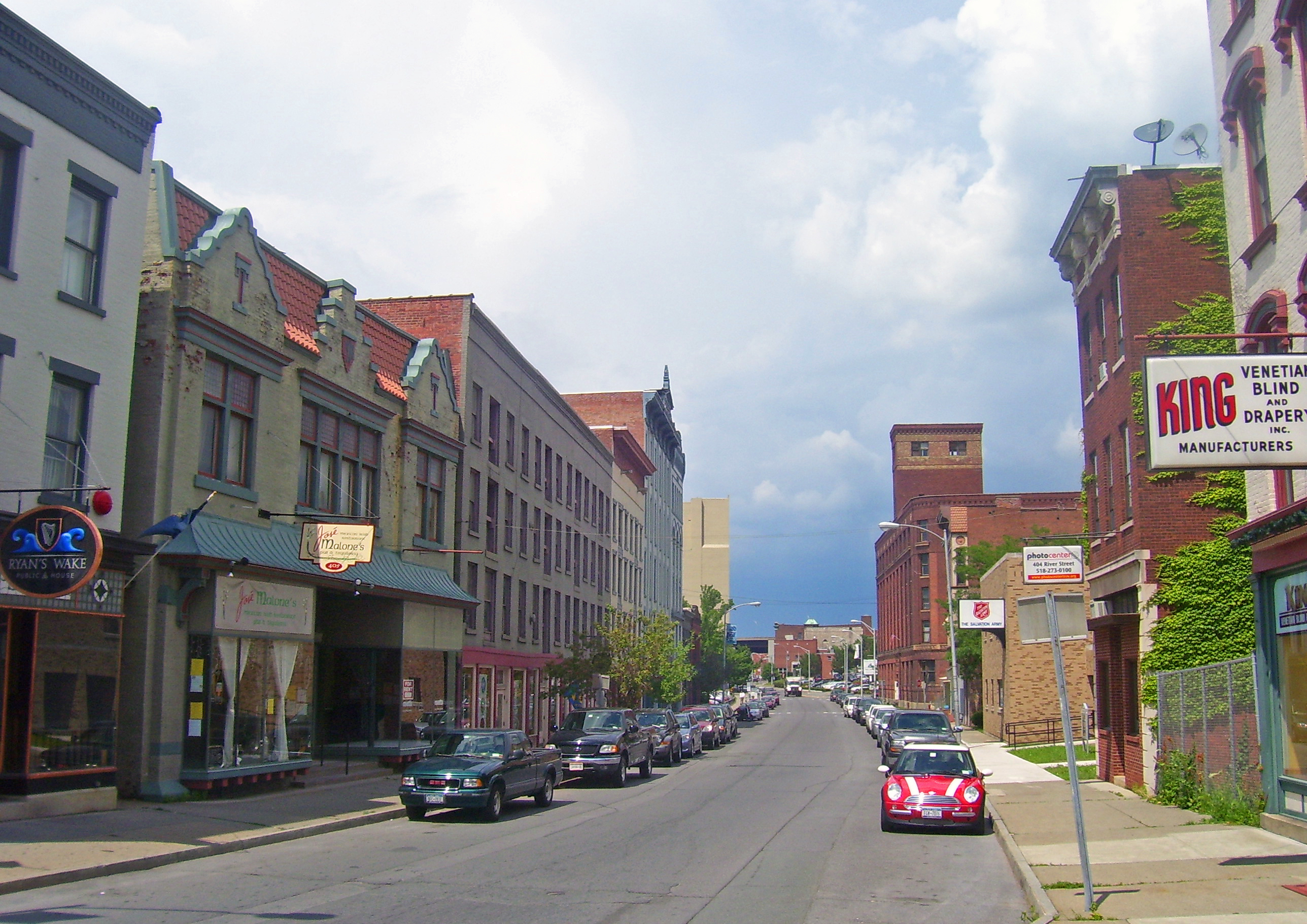
Der U.S. Highway 4 im historischen Teil der Stadt Troy

In seinem Verlauf durchquert der U.S. Highway 4 zum Beispiel den Saratoga National Historical Park. In der Ortschaft Hudson Falls trennt sich die State Route 32 wieder vom US 4, der weiterhin in nordöstlicher Richtung verläuft und passiert im Westen den Adirondack State Park. Ab der Ortschaft Whitehall führt der Highway in Richtung Osten und erreicht nach etwa 15 Kilometern die Grenze zum Nachbarbundesstaat Vermont.

### Vermont
Ab der Grenze verläuft der US Highway als Umgehungsstraße mit Freewaystandard um Orte wie Fair Haven oder West Rutland in östlicher Richtung. Die alte Trasse des Highways wird indes von der Vermont State Route 4A genutzt. Der Freeway endet nach 30 Kilometern im Süden von Rutland am U.S. Highway 7. Der US 4 führt im Anschluss zunächst nordwärts in die Innenstadt von Rutland und verlässt diese in nordöstlicher Richtung. Auf dem Gebiet der Gemeinde Killington erreicht der Highway mit der Abzweigung der Vermont State Route 100 seinen nördlichsten Punkt.
Westlich der Ortschaft Hartford trifft der U.S. Highway 4 auf die Interstate 89 und im Osten des Ortes auf die Interstate 91, jedoch ohne einen direkten Anschluss an diese. In der Stadt White River Junction teilt er sich mit dem U.S. Highway 5 für etwa einen Kilometer die Trasse. Im Nordosten der Stadt erreicht die Straße mit der Überquerung des Connecticut River den Bundesstaat New Hampshire.

### New Hampshire
Mit West Lebanon durchläuft der Highway die erste Stadt in New Hampshire. Westlich und östlich überquert er zweimal die Interstate 89. Ab der Abzweigung der New Hampshire State Route 118 in Canaan führt die Straße in südlicher Richtung und passiert dabei kleinere Orte wie Danbury, Andover und Salisbury. In Boscawen wird sie vom U.S. Highway 3 gekreuzt. Ab der Exit 17 östlich von Penacook nutzt der U.S. Highway 4 zunächst die Trasse der Interstate 93, die in diesem Abschnitt auch als Senator Styles Bridges Highway bezeichnet wird, und verläuft dabei parallel zum Merrimack River.
Ab Concord teilt er im Anschluss die Trasse der Interstate 393 gemeinsam mit dem U.S. Highway 202 auf der ganzen Länge. Nach dem Ende der I-393 wird die Trasse auch von der New Hampshire State Route 9 genutzt und verläuft in östlicher Richtung. Der Highway passiert in dieser Konstitution unter anderem den Northwood und den Harvey Lake. In Northwood trennen sich der US 202 und die NH 9 wieder vom U.S. Highway 4. Nördlich der Great Bay beginnt er die Trasse der New Hampshire State Route 16, die auf dieser Strecke auch die Bezeichnung Spaulding Turnpike trägt, zu nutzen. Im Nordwesten von Portsmouth endet der US 4 an einem Kreuz mit der Interstate 95, die auf diesem mautpflichtigen Abschnitt den New Hampshire Turnpike genannt wird, sowie dem U.S. Highway 1 und der New Hampshire Route 16 nach insgesamt 402 Kilometern.

## Zubringer
Ein ehemaliger Zubringer war der U.S. Highway 104, der seit 1972 zur New York State Route 104 gehört.